# HMS Zealous (1864)
Panserskibet HMS Zealous blev påbegyndt i 1859 som et skruelinjeskib af Bulwark klassen til den britiske flåde. I 1861 stod det klart for den britiske flådeledelse, at man var i fare for at blive overhalet af Frankrig i antallet af moderne panserskibe. Der blev derfor dels påbegyndt et nybygningsprogram, og samtidig gik man i gang med at ombygge større, anvendelige skibe. Syv træskibe fra Bulwark klassen blev udvalgt, og de fire blev ombygget straks, mens man afventede erfaringerne med dem til de sidste tre, herunder Zealous. Navnet kan oversættes som "ihærdig", og skibet var det andet af foreløbig tre med dette navn i Royal Navy.

## Konstruktionen
I modsætning til de først ombyggede, blev skroget ikke forlænget, og det resulterede i et mere robust, og lidt langsommere skib. Zealous fik som et af de få panserskibe en ensartet bestykning på 20 17,8 cm kanoner (8 i hver bredside, og to i både forskib og agterskib), og fik ligeledes som et af de få lov til at beholde sit skyts uændret. Sammen med halvsøsteren Repulse var det undtagelsen fra reglen om, at træskibene med panser blev urolige, så snart det blæste op.

## Tjeneste
Zealous blev ved færdiggørelsen i efteråret 1866 sendt til stationen i Stillehavet, der lå i British Columbia for enden af telegraflinjen tværs over Canada. Her lå det fra juli 1867 til april 1869. Så sejlede skibet til Panama, hvor det i januar 1870 afhentede en ny besætning. Efter seks års tjeneste uden dokning vendte det tilbage til Europa, og ankom til Plymouth i april 1873. Zealous, der havde præsteret flere sømil under sejl end noget samtidigt panserskib, kunne på dette tidspunkt kun nå op på 7 knob, og fik derfor et tiltrængt eftersyn. I 1873-75 var det vagtskib ved Southampton, hvorefter det lå i reserve ved Plymouth, til det blev solgt i 1886. Parkes omtaler skibet som "det ensomme Zealous, der aldrig opnåede at slå følge med et andet panserskib, og som sejlede flest sømil for kolde kedler".